# Baoris pagana
Baoris pagana là một loài bướm ngày thuộc họ Bướm nhảy được tìm thấy ở châu Á.